# Lobsang Pelden Yeshe

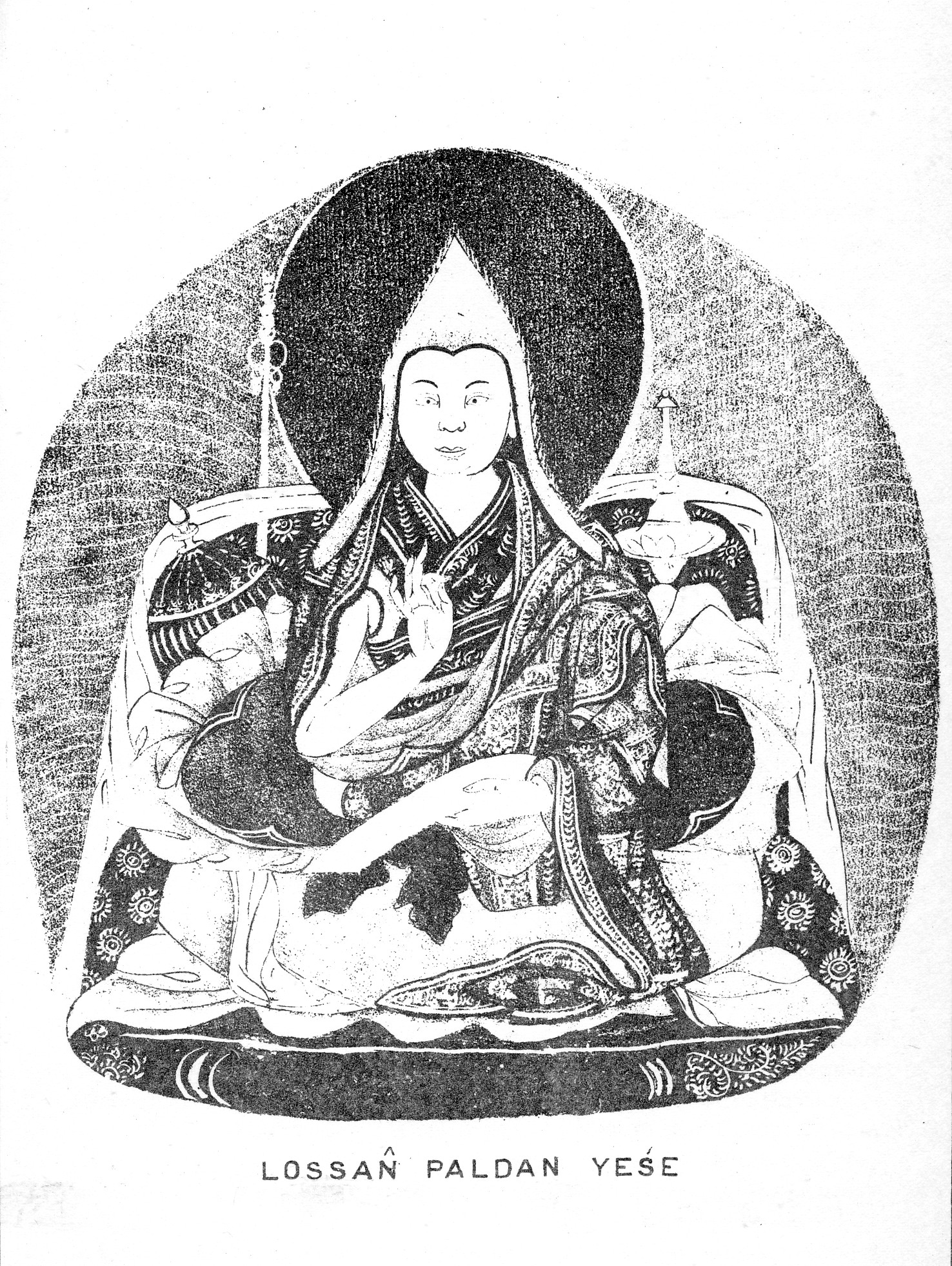
Lobsang Pelden Yeshe

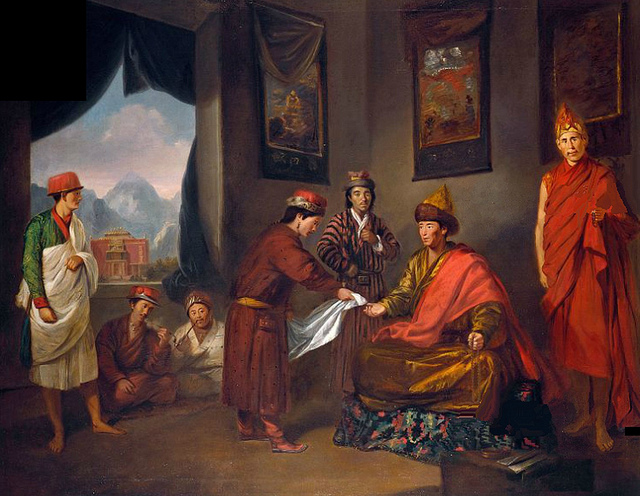
Der sechster Penchen Lama empfängt George Bogle in Tashilhunpo, Ölgemälde von Tilly Kettle, um 1775

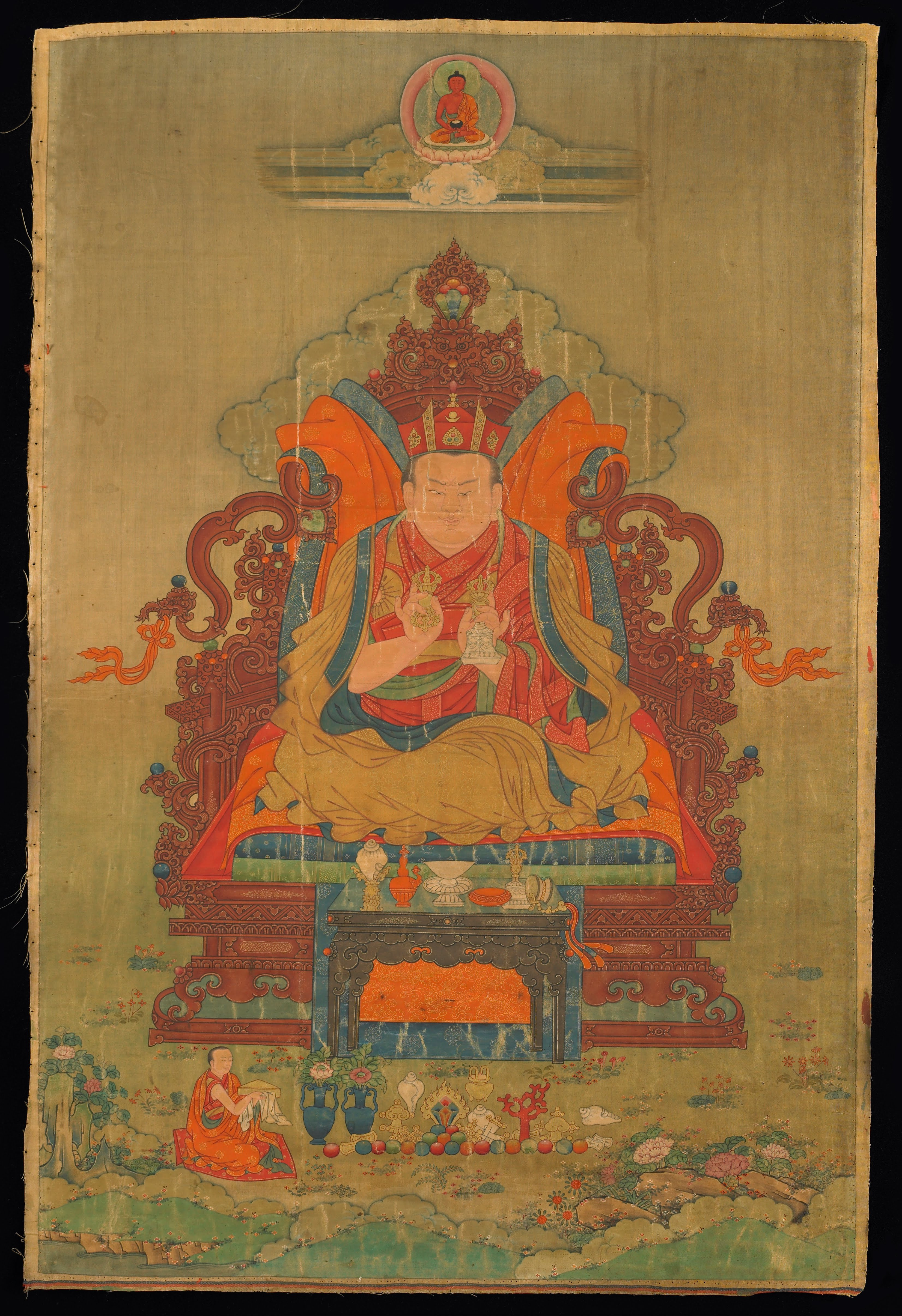
Lobsang Pelden Yeshes Bruder, Chödrub Gyatsho, der 10. Shamarpa

Lobsang Pelden Yeshe (tib.: blo bzang dpal ldan ye shes; * 1738; † 2. November 1780) erhielt als Dritter den Titel Penchen Lama und gilt als sechster Penchen Lama des Klosters Trashilhünpo der Gelug-Schule oder Gelbmützen-Schule des tibetischen Buddhismus.

## Leben
Lobsang Pelden Yeshe war der ältere Stiefbruder des zehnten Shamarpa Chödrub Gyatsho (tib.: chos grub rgya mtsho; 1741/1742–1793). Ihre Schwester wiederum war weibliche Trülku und Dorje Pagmo im Kloster Samding.
Lobsang Pelden Yeshe war besonders für seine Schriften und sein Interesse an der Welt bekannt. 1762 gab er dem 8. Dalai Lama die buddhistischen Laiengelübde und nannte ihn „Jampel Gyatsho“. Mit George Bogle (1746–1781), einen schottischen Abenteurer und Diplomaten, der als Abgesandter der Britischen Ostindien-Kompanie tätig war und im Zuge einer Expedition nach Tibet zwischen 1774 und 1775 im Kloster Trashilhünpo in Samzhubzê sich aufhielt, pflegte Lobsang Pelden Yeshe freundschaftliche Kontakte. Bogle studierte die Sprache und Bräuche des Landes und heiratete eine Tibeterin, die mit ihm verwandt war. Auch versuchte Lobsang Pelden Yeshe über George Bogle mit Warren Hastings zu verhandeln, der 1772 Gouverneur von Bengalen wurde und 1773 erster Generalgouverneur von Ostindien. In dem Konflikt um Cooch Behar versuchte Lobsang Pelden Yeshe zwischen den Parteien zu vermitteln.
Bezüglich Spekulationen darüber, ob der chinesische Kriegsgott und Beschützer der chinesischen Dynastie Guandi identisch mit Gesar sein könne, der gemäß einer Prophezeiung aus Shambhala zurückkehre, sollten Tibet und der Buddhismus in Gefahr sein, stand Lobsang Pelden Yeshe in Kontakt mit dem Berater und Chefbeauftragten für tibetische Angelegenheiten des Kaisers von China, dem dritten Changkya Hutukhtu Rölpe Dorje (tib.: lcang skya 03 rol pa'i rdo rje; 1717–1786). Über den „Weg nach Shambhala“ (tib.: shambha la'i lam yig) schrieb Lobsang Pelden Yeshe ein halb mythisches Werk, das auch tatsächliche geographische Angaben zum „Weg nach Shambhala“ beinhaltet. In erster Linie wurde der „Weg nach Shambhala“ von Lobsang Pelden Yeshe allerdings als „spirituelle Reise“ betrachtet.
1778 wurde Lobsang Pelden Yeshe von Kaiser Qianlong anlässlich der Feierlichkeiten zu Beginn des 70. Lebensjahres des Kaisers nach Peking eingeladen. Kaiser Qianlong war ein frommer Buddhist, der viele Elemente der Gelug-Schule als vorbildlich ansah. Mit großem Gefolge machte sich Lobsang Pelden Yeshe daraufhin auf die Reise und wurde auf seinem Weg von chinesischen Beamten begrüßt. In Peking angekommen wurde er 1780 mit Reichtümern überhäuft und mit derselben Ehrerbietung behandelt wie ein Dalai Lama.
Lobsang Pelden Yeshe starb 1780 in Peking an Pocken. Seine zwei Brüder kämpften um seine Anfolge. Shamarpa Chödrub Gyatsho, der Anführer der pro-britischen Fraktion des Klosters und kämpfte mit der hinduistischen Gurkha-Armee. Bald kam es zu einem Krieg zwischen Nepal und Tibet. Bis der Kaiser Qianlong die Invasion der Gurkha in Tibet zurückgeschlagen und den Konflikt beendete. Daraufhin erließ 1793 der Kaiser die berühmte „29-Punkte-Vorschrift zur effektiveren Regierung Tibets“ und das System der Losziehung aus der Goldenen Urne zur Bestimmung der Reinkarnation der „lebende Buddhas“ wurde eingeführt.